# Avgust Černigoj
Avgust Černigoj (Trst, 24. kolovoza 1898. – Sežana, 17. studenoga 1985.), slovenski slikar i grafičar.
Studirao je u Trstu, Bologni, Münchenu i Weimaru na Bauhausu. Prvi je predstavnik konstruktivizma među slovenskim umjetnicima, a postupno se razvio do apstrakcije. Afirmirao se kao dekorater (intarzije) i slikar monumentalnih zidnih kompozicija. U ulju je radio pejzaže, figure i mrtve prirode. Izdao je mapu drvoreza "Slovenski pjesnici i pisci" i mapu "Grafika". Izlagao je u Mariboru, Trstu, Zagrebu, Zürichu, Veneciji. 